# درخت بالسا

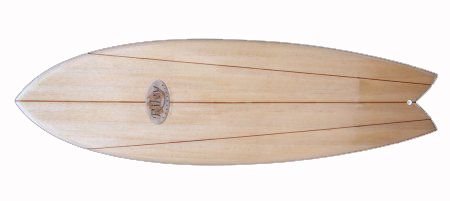
تخته موج سواری از چوب بالسا.

درخت بالسا درختی بزرگ و پهن برگ از خانواده پنیرکیان است که در آمریکای لاتین می‌روید. منطقه رویش این درخت از جنوب مکزیک تا جنوب برزیل است. بالسا درختی سریع الرشد است و طی ۴ تا ۵ سال بزرگ می‌شود و می‌تواند تا ۳۰ متر بلند شود. این درخت معمولاً همیشه سبز است. درخت بالسا بر اساس شکل و پهنی برگ‌ها جزو درختان «سخت‌چوب» به‌شمار می‌رود ولی چوب آن سبک‌ترین چوب تجاری جهان است.
درختان بالسا از سن شش تا ۱۰ سالگی برای تولید الوار انداخته می‌شوند. چوب بالسا هرچند بسیار سبک است ولی دارای کیفیت‌هایی مانند استحکام، سفتی و قابلیت کار است. رنگ چوب سفید تا زرد روشن و گاهی قهوه‌ای است. وزن چوب بالسا به‌طور متوسط ۱۶۰ کیلوگرم در متر مکعب است. (برای مقایسه: چوب بلوط ۷۲۰ کیلوگرم در متر مکعب است)
۹۵ درصد از کل تولید جهانی چوب بالسا مربوط به کشور اکوادور است. در سال‌های اخیر ۶۰ درصد از کل تولید چوب بالسا از جنگل‌های مصنوعی این درخت که به همین منظور ایجاد شده‌اند به دست آمده‌است.

## سودمندی‌ها
سبکی و ساختار سلولی خاص چوب بالسا آن را برای مواد عایق کاری (سردخانه‌ای) مناسب ساخته‌است. از چوب بالسا برای ساخت ماکت هواپیما و ماکت انواع پل برای آزمایش‌های علمی استفاده می‌شود. علاوه بر اینها از این چوب برای ساخت برخی دیواره‌های داخلی هواپیما، بخشی از پره‌های توربین‌های بادی، قابکاری، جلیقه‌های نجات، برخی وسایل ماهیگیری، راکت تنیس، تخته موج سواری، بخش‌هایی از قایق‌های تفریحی و وسایل دیگر استفاده می‌شود. خاک اره بالسا نیز به عنوان پرکننده سبک وزن در پلاستیک‌ها به کار می‌رود.

## نگارخانه

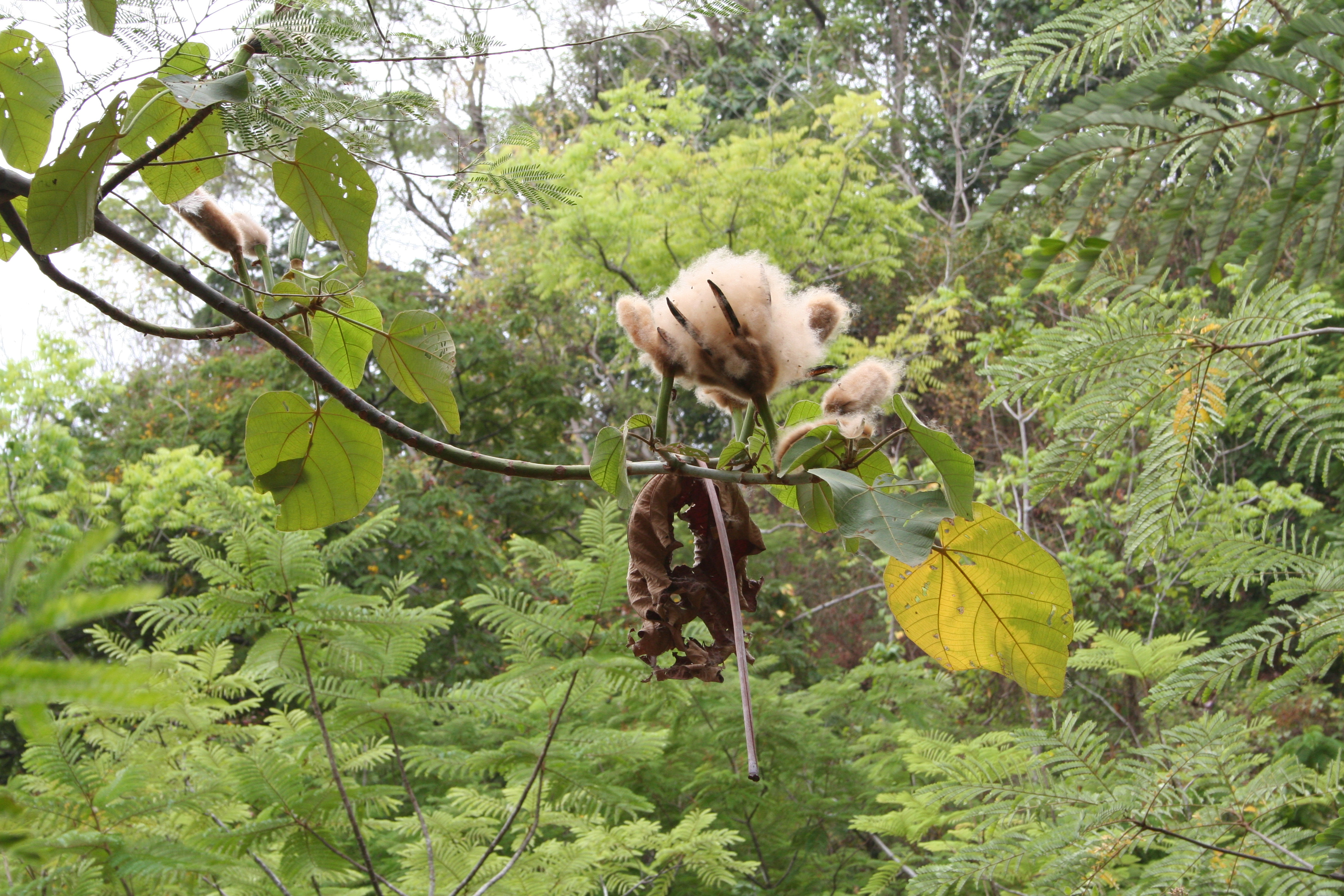
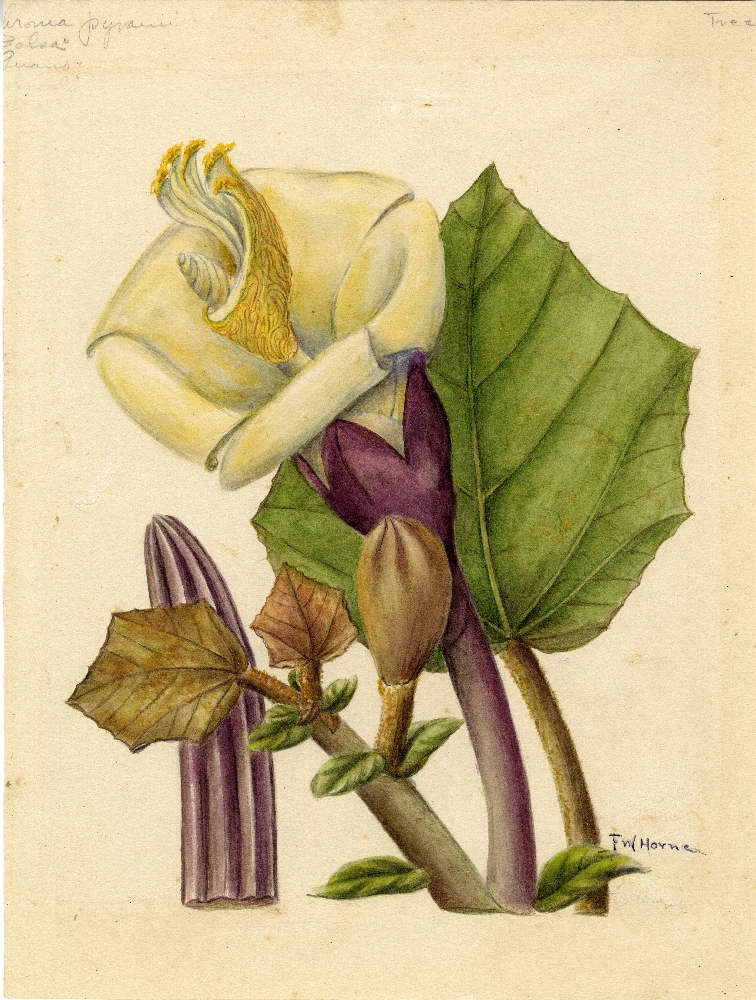